# 張大烈
張大烈（?—?），字言冲。浙江錢塘人。
祖先是山陰人，天啟七年（1627年）丁卯科順天鄉試舉人。後以浮躁去官。有《詩餘類函》。